# Roads & Boats
Roads & Boats ist ein Brettspiel der niederländischen Spieleautoren Jeroen Doumen und Joris Wiersinga, das 1999 im Verlag Splotter Spellen veröffentlicht wurde. Das Spiel behandelt den Aufbau einer Zivilisation und legt den Fokus insbesondere auf eine möglichst hohe Effizienz des Transportwesens. Beginnend mit der gleichen Anzahl an Rohstoffen und einem Startfeld müssen die Mitspieler versuchen Gebäude mit Rohstoffproduzenten und weiterverarbeitenden Betrieben zu bauen, deren Güter an anderer Stelle benötigt werden. Eine Besonderheit ist, dass über dem Spielfeld eine Plastikfolie gelegt wird, auf dem man mit einem Stift die Straßen und Brücken malt, die im Laufe des Spiels gebaut werden.
Das Spiel kann sowohl alleine als Solo-Puzzle, als auch gegeneinander mit bis zu vier Spielern gespielt werden. Mit der Erweiterung & Cetera lässt es sich auch mit bis zu sechs Spielern spielen. Die Spielzeit ist mit vier Stunden angegeben, kann aber auch deutlich darüber liegen. Mit der schier riesigen Spieltiefe richtet sich das Spiel eindeutig an Vielspieler. Das Spiel wird in einer deutsch/englischen Ausgabe herausgebracht, wobei sich das nur auf die Anleitung und die Spielhilfen bezieht, das Spielmaterial selbst ist komplett sprachneutral. Im Sommer 2019 erschien eine Neuauflage unter dem Titel Roads & Boats: 20th Anniversary Edition, welche die Erweiterung bereits beinhaltet.

## Thema und Ausstattung
In Roads & Boats baut jeder Spieler eine Zivilisation auf, wobei dies nicht durch Kriegsführung, Bevölkerungswachstum oder Städtebau geschieht, sondern die Spieler ein möglichst effizientes Transportwesen aufbauen. Beginnend mit einer Grundausstattung von drei Eseln, fünf Brettern, einem Stein und zwei Gänsen entwickelt man seine Infrastruktur. Interaktionen zwischen Spielern entstehen dadurch, dass Gebäude von jedem Spieler genutzt und Rohstoffe, unter bestimmten Umständen auch von den Mitspielern in Anspruch genommen werden können. Das Spiel besteht neben einem ungewöhnlich großen Karton mit den Maßen 51 × 32 × 7 cm aus folgenden Komponenten:
- 1 Regel- und ein Szenarienbuch jeweils auf Deutsch und auf Englisch
- 140 sechseckige Spielfelder in sechs Landschaftsdesigns
- 120 hölzerne Transportmittel von Esel bis Dampfer in den vier Spielerfarben
- 75 Mauern (Holzstäbchen) in fünf verschiedenen Farben (vier Spielerfarben und weiße neutrale)
- 4 Forschungstafeln
- 29 Entdeckungssteine aus Glas
- 1 zweiteiliger Weltwunder-Spielplan
- 193 Wundersteine aus Pappe in fünf verschiedenen Farben
- 18 hölzerne Bergwerk-Marker mit Beuteln
- 1 Startplatzhaus in jeder Spielerfarbe
- 2 Holzscheiben in jeder Farbe der Spieler
- 115 Pappmarker für die Betriebe
- 600 Pappmarker für die unterschiedlichen Güter
- 1 Plastikfolie
- 1 wasserlöslicher Stift

## Aufbau
Das Spiel besteht nicht aus einem Spielbrett im eigentlichen Sinn, das Spielbrett wird stattdessen vor jedem Spiel aus den zahlreich vorhandenen sechseckigen Spielfeldern neu zusammengelegt. Dabei kann ein von den Spielern beliebiges Spielfeld aufgebaut werden oder auf eine der zahlreichen im Szenarienbuch vorgeschlagenen Varianten zurückgegriffen werden. Jedes Spielfeld zeigt eine von sechs möglichen Landschaftsformen, Wälder (dunkelgrün), Weiden (hellgrün), Felsen (grau), Berge (braun), Wüste (gelb) und das Meer (blau), auf denen auch Flüsse abgebildet sein können. Auf das zusammengelegte Spielfeld wird eine Plastikfolie gelegt und diese mit Klebeband am Tisch befestigt, um ein Wegrutschen des Spiels zu verhindern. Daneben wird der Stift bereitgelegt, mit dem gebaute Straßen und Brücken auf die Folie gemalt werden, um den Spielplan so zu verändern. Zuletzt wird das Wunder-Spielbrett aufgebaut und die Holzscheiben der Spieler daraufgelegt. Anschließend sucht sich jeder Spieler ein Startfeld aus und legt sowohl seinen Startfeldmarker und seine Grundausstattung von drei Eseln, fünf Brettern, einem Stein und zwei Gänsen darauf.

## Spielweise
Jeder Spieler baut eine Zivilisation auf, die beginnend mit einem Grundstock an Waren und Transportern, weiter entwickelt wird. Mit den vorhandenen Rohstoffen werden Produktionsgebäude gebaut, deren Produkte in anderen Betrieben veredelt werden können. Ein Holzfäller fällt zum Beispiel Baumstämme, die in einem Sägewerk zu Brettern verarbeitet werden, aus denen man wiederum Papier herstellen kann. Die Wertschöpfungskette endet schließlich bei der Herstellung von Münzen, die aus in Bergwerken gefördertem Gold hergestellt werden, und Aktien, für deren Besitz der Spieler am Ende des Spiels jeweils Siegpunkte bekommt. Da auf jedem Spielfeld nur ein einziges Gebäude platziert werden kann, kommt dem Transport der Waren mit den Transportern eine große Rolle zu. Besitzt man zu Beginn lediglich die Möglichkeit, sich mit Eseln über unbebaute Felder zu bewegen und die Waren zu transportieren, muss man im Laufe des Spiels zum einen Straßen bauen, auf denen dann etwa Kutschen oder LKWs fahren können, die zu Spielbeginn allerdings noch erforscht werden müssen. Alternativ kann man auch mit Booten und Schiffen entweder über Flüsse oder über die Meeresfelder fahren und Waren transportieren. Da sämtliche Waren, die nicht von einem Transporter eines Spielers getragen werden, als neutral gelten und auch bestehende Betriebe von jedem Spieler genutzt werden können, ist die einzige Möglichkeit seine Mitspieler vom Benutzen der eigenen Betriebe abzuhalten das Bauen von Mauern. Dafür schafft man genügend Steine zum gesuchten Feld und legt im Anschluss eines seiner farbigen Holzstäbchen an die betreffende Stelle. Diese Felder können nur noch von eigenen Transportern durchlaufen werden, solange die Mauern nicht von den Mitspielern zerstört wurden.
Die erzeugten Waren können die Spieler daneben auch in Wunderbausteine investieren, aus denen dann alle Spieler gemeinsam an einem Wunder bauen. Abschließend wird am Ende jeder Runde ein neutraler Wunderbaustein gesetzt. Für die errichteten Wunderbausteine bekommt jeder Spieler ebenfalls Siegpunkte. Das Spiel endet entweder nach der Fertigstellung des Wunders oder wenn alle 33 neutralen Wunderbausteine verbaut wurden, Sieger ist wer dann die meisten Siegpunkte hat.
Das Spiel kann von zwei bis vier Spielern gespielt werden. Für jede Spieleranzahl gibt es im beiliegenden Szenarienbuch Vorschläge das Spiel aufzubauen, auch bietet der Verlag zahlreiche weitere Szenarien kostenlos auf seiner Homepage an. Es gibt allerdings auch Regeln und Szenarien für einen Solo-Modus, bei dem der Spieler versucht seine Infrastruktur und sein Transportwesen zu optimieren, um möglichst viel Punkte zu erhalten. Die Spieldauer beträgt etwa vier Stunden, kann aber auch deutlich darüber liegen.
Mit dieser Spielidee wird Roads & Boats häufig mit der Computerspielreihe Die Siedler verglichen.

## Ablauf einer Runde

### Phase 1: Produktion und Vermehrung
In der ersten Phase produzieren vorhandene Betriebe entweder neue Rohstoffe (Holzfäller, Lehmgrube, Steinbruch, Bohrinsel, Bergwerk) oder verarbeiten existierende zu neuen Waren weiter (Sägewerk, Papiermühle, Ziegelei, Köhlerei, Münzprägerei, Börse). Wird ein Feld durch einen Fluss getrennt, müssen sich alle Waren auf der gleichen Uferseite befinden oder eine Brücke muss auf diesem Feld bestehen. Produzierte Waren können auf einem Transporter bereitstehen oder auf einen Transporter aufgeladen werden. Außerdem können in dieser Phase entweder neue Transporter gebaut und Tiere produziert werden. Ebenso wird bei Vorhandensein von genügend Rohstoffen eine neue Fähigkeit erforscht.

### Phase 2: Bewegung und Transport
In der zweiten Phase bewegen die Spieler ihre Transporter und befördern damit ihre Waren über das Spielfeld. Bis auf Esel benötigen alle Landtransporter eine zuvor gebaute Straße, auf der sie sich bewegen müssen. Esel haben die Möglichkeit die transportierten Waren über unebenes Land zu bewegen. Wasserfahrzeuge können über Flüsse und aufs offene Meer hinaus bewegt werden. Waren können zwar zwischen verschiedenen Transportern getauscht, allerdings nur einmal pro Runde bewegt werden.

### Phase 3: Bauen
In der dritten Phase können von den Spielern Gebäude, Straßen, Brücken, Mauern und Bergwerksschächte gebaut werden, pro Spielfeld darf allerdings nur ein Gebäude stehen. Viele Gebäude können bedingungslos gebaut werden, andere benötigen entweder einen bestimmten Untergrund oder müssen zunächst erforscht werden, bevor sie gebaut werden können. Gebaute Straßen und Brücken werden mit einem Stift auf die Folie eingezeichnet und somit kenntlich gemacht. Bis auf Mauern können keine Bauwerke zerstört werden. Wird ein Bergwerk gebaut, stellt man eines der Bergwerke auf das Bergfeld und füllt die dazugehörige Tüte mit den jeweiligen Rohstoffen auf.

### Phase 4: Wunderbau
In der letzten Phase hat jeder Spieler die Möglichkeit mit Rohstoffen, die auf seinem Startfeld stehen, am Wunder mitzubauen. Am Ende der Phase wird ein neutraler Wunderstein auf das nächste freie Feld gelegt. Wenn das Wunder fertig gebaut oder alle 33 neutralen Wunderbausteine verbaut wurden, endet das Spiel. Sieger ist dann, wer die meisten Siegpunkte erzielen konnte.

### Konflikte
Sämtliche Schritte können in den meisten Fällen von den Spielern gleichzeitig ausgeführt werden, da besonders am Anfang jeder Spieler von seinen Mitspielern entfernt an der Errichtung seiner Infrastruktur arbeitet. Wenn zwei Spieler irgendwann allerdings den gleichen Zug machen wollen, wird der bestehende Konflikt nach der aktuellen Zugreihenfolge gelöst. Die Zugreihenfolge kann vor jeder Phase neu überprüft werden. Dabei hat dann jeder Spieler die Möglichkeit durch Investieren seiner Frömmigkeit die Zugreihenfolge zu beeinflussen.

## Erweiterung: & Cetera
Dem Spiel folgte 2001 eine erste kleine Erweiterung mit dem Namen „Planes & Trains“, die neben Spielmaterial für einen fünften Spieler, zusätzlich als weitere Transportmöglichkeit Flugzeuge und Züge ins Spiel einführte. Außerdem gab es damit die Möglichkeit mit Flugzeugen Bomben abwerfen zu lassen, um damit Gebäude wieder abzureißen. Die Erweiterung wurde zunächst in einer sehr kleinen Auflage produziert. Aufgrund des Erfolgs entschied man sich die Erweiterung neu aufzulegen und zu vergrößern. Im Jahr 2003 wurde schließlich die Idee erneut aufgegriffen und mit mehreren weiteren Ideen unter dem Namen & Cetera wieder veröffentlicht.
In der Erweiterung & Cetera befindet sich Spielmaterial für einen fünften und sechsten Spieler und viele zusätzliche Szenarien. Dem Spiel werden zwei zusätzliche Landschaftsformen hinzugefügt. Zum einen gibt es Polder, die je nach Spielverlauf mal als Landfeld und mal als Meeresfeld zählen und zum anderen Städte, auf denen zwei Gebäude errichtet werden können. Es führt Kraftwerke ins Spiel ein, die Elektrizität erzeugen, mit der man Rohstoffproduzenten mehr produzieren lassen kann. Außerdem können Manager ausgebildet werden, die weiterverarbeitende Betriebe effizienter arbeiten lassen. Es ist möglich, Kunstateliers zu bauen, die Kunstwerke herstellen können. Wenn diese mit speziellen Transportern zum Startfeld der Mitspieler gebracht werden, können zusätzliche Siegpunkte generiert werden. Außerdem gibt es die Möglichkeit mit seinen Mitspielern zu handeln. Schließlich gibt es im Spiel noch die Möglichkeit mit Flugzeugen und Zügen seine Güter zu transportieren und mit Bomben Gebäude zu zerstören.

## Spielentwicklung
Roads & Boats ist eines der ältesten Spiele der beiden niederländischen Spieleautoren Jeroen Doumen und Joris Wiersinga. Im Jahr der Gründung ihres Verlags Splotter Spellen, als man 1997 die ersten Spiele auf den Internationalen Spieltagen in Essen präsentierte, wurde ein Prototyp von Roads & Boats gezeigt. Das Spiel wurde aber aufgrund der zahlreichen hölzernen Einzelteile als nicht sinnvoll realisierbar erachtet. Zur Messe 1999 erschien das Spiel trotzdem in einer handgefertigten Kleinstauflage von 30 Stück, damals noch in einem wesentlich kleineren Spielekarton als die neueren Versionen, die schon verkauft war, bevor die Messe anfing. Durch den Erfolg des Unternehmens beschloss man im Jahr darauf eine weitere Auflage von 500 Stück professionell produzieren zu lassen, die auf den Spieletagen in Essen restlos verkauft werden konnte. Seitdem erscheint das Spiel in einem großen Karton. Eine dritte Edition folgte schließlich 2003 und eine unveränderte Neuauflage 2006. Im Jahr 2013 erschien schließlich vierte Edition, die mit kleinen Änderungen im Vergleich zur vorherigen aufwartete. Marker wurden doppelseitig bedruckt und dem Spiel lag eine faltbare Plastikfolie bei und keine gerollte mehr. Im Januar 2019 wurde vom Verlag eine Neuauflage unter dem Titel Roads & Boats: 20th Anniversary Edition für den Sommer 2019 angekündigt. Die fünfte Edition war ein unveränderter Nachdruck der vierten Edition, aber zusätzlich die Erweiterung „&cetera“ bereits beinhalten.